# Augustus S. Merrimon
Augustus S. Merrimon (Asheville, 1830. szeptember 15. – Raleigh, 1892. november 14.) az Amerikai Egyesült Államok szenátora (Észak-Karolina, 1873–1879).